# جوناثان دي أمو
جوناثان دي أمو (بالإسبانية: Jonathan de Amo) هو لاعب كرة قدم إسباني في مركز الدفاع، ولد في 13 يناير 1990 في برشلونة في إسبانيا. لعب مع إسبانيول وبوغنور ريجيس تاون وسيلتا فيغو ونادي أونتينيينت ونادي سان أندرو ونيتشيتشا وويدزي لودز.

## وصلات خارجية
- جوناثان دي أمو على موقع قاعدة بيانات كرة القدم.إي يو (الإنجليزية)
- جوناثان دي أمو على موقع Soccerway.com (الإنجليزية)
- جوناثان دي أمو على موقع عالم كرة القدم.نت (الإنجليزية)
- جوناثان دي أمو على موقع AS.com (الإسبانية)